# Calliandra concinna
Calliandra concinna är en ärtväxtart som beskrevs av Rupert Charles Barneby. Calliandra concinna ingår i släktet Calliandra och familjen ärtväxter. Inga underarter finns listade i Catalogue of Life.